# Henry Glover
Pour les articles homonymes, voir Glover.
Henry Bernard Glover (né le 21 mai 1921 à Hot Springs, Arkansas – mort le 7 avril 1991, à St. Albans dans les Queens, à New York) est un auteur-compositeur, arrangeur, producteur de disques et trompettiste américain. Dans l’industrie musicale de l’époque, Glover est l’un des cadres afro-américains les plus prospères et les plus influents. Il acquiert une certaine notoriété à la fin des années 1940, travaillant principalement pour le label King. Glover travaille avec des musiciens de blues, de country, de jazz, de pop, de rock et de rhythm and blues, et il aide King à devenir l'un des plus grands labels indépendants de son époque. Il y est à la fois producteur, arrangeur, auteur-compositeur (utilisant parfois le pseudonyme de Henry Bernard), ingénieur du son, trompettiste, découvreur de talents, A&R et constructeur de studio. Plus tard, il devient propriétaire de son propre label.
Henry Glover est intronisé au Blues Hall of Fame en 2013, à titre posthume. Il reçoit un Lifetime Achievement Award en 2018, à l'occasion du 75e anniversaire de King Records. En 2021, Hot Springs célèbre le 100e anniversaire de sa naissance en l'intronisant au « Walk of Fame » de la ville et nomme un parc Henry Glover Way en son honneur.

## Biographie
Après ses études, Glover rejoint le big band de Buddy Johnson en 1944 et l'orchestre de Lucky Millinder l'année suivante. Il y rencontré Syd Nathan, qui le recrute comme responsable A&R chez King. Glover aide aussi à construire le premier studio d'enregistrement du label. Il produit ensuite les sessions d'enregistrement des artistes hillbilly maison, dont Grandpa Jones et The Delmore Brothers, y-compris le titre Blues Stay Away from Me, dont il fournit le riff d'intro. Glover n'hésite pas à faire jouer ensemble les musiciens blancs de country et les musiciens noirs de R&B. Selon John Rumble, « Henry Bernard Glover est le premier grand dirigeant afro-américain de la musique country, dont le travail a ouvert la voie à l'essor du rock and roll au milieu des années 1950 ».
Le travail de Glover avec Bull Moose Jackson sur la reprise de The Honeydripper de Joe Liggins lui ouvre la voie du succès auprès du public noir. Sa connaissance du jump blues et du R&B l'amène à signer Lucky Millinder et Tiny Bradshaw chez King. Après cela, Glover produit ou compose pour Bill Doggett, Wynonie Harris, Hank Ballard & the Midnighters, Little Willie John (Fever) et James Brown. Sa propre composition I'll Drown in My Tears, initialement enregistrée par Lula Reed, est ensuite reprise par Ray Charles, avec succès.
Glover quitte King Records en 1959, après que Syd Nathan ait tenté de l'impliquer dans le scandale de la Payola. Pendant une courte période, il crée son propre label, Glover Records, puis rejoint le label Roulette. Il y travaille avec de grands nom du jazz, dont Sarah Vaughan, Dinah Washington, Sonny Stitt et Ronnie Hawkins. Il encourage le groupe d'accompagnement de ce dernier, The Hawks, à poursuivre leurs propres ambitions. Il organise la sortie d'un de leurs premiers singles, où ils sont présentés sous le nom de The Canadian Squires, avant de se faire connaître sous le nom de The Band. En 1960, la chanson Let the Little Girl Dance, qu'il a co-écrite, est un succès pour Billy Bland, se classant 11e du palmarès R&B et 7e du Billboard Hot 100.
Début avril 1961, le président de Roulette, Morris Levy, nomme Glover directeur artistique de sa filiale Gee Records. Sa première réalisation des une reprise R&B de Heart and Soul par The Clovers qui atteint la 18e place du classement pop et apparaît dans le film American Graffiti en 1973. Glover obtient un autre hit en co-signant Peppermint Twist de Joey Dee and the Starliters, classé no 1 en 1962, également présent dans le film de George Lucas.
Glover travaille également avec Louisiana Red au début des années 1960. Il revient ensuite chez King et dirige brièvement le label jusqu'à ce qu'il soit racheté par Starday.
En 1975, Levon Helm et Glover fondent un nouveau label, RCO Productions. La même année, Glover produit pour Chess The Woodstock Album de Muddy Waters, qui remporte un Grammy Award, et l'année suivante, Put It in Your Ear de Paul Butterfield. En 1976, il participe aux arrangement de la section de cuivres du mythique concert The Last Waltz de The Band.
Trente-neuf des chansons écrites ou produites par Glover se sont classées dans le palmarès R&B de Billboard. Ses compositions sont enregistrées par Ray Charles, Aretha Franklin, Ella Fitzgerald, Bob Dylan, Janis Joplin, Jeff Beck, Stevie Wonder, Joe Cocker, les Ramones, Jeff Buckley, The Offspring et beaucoup d'autres. En 1986, il est intronisé au Alabama Jazz Hall of Fame et la National Academy of Recording Arts and Sciences l'inscrit au « Tableau d'honneur des producteurs A&R ». Henry Glover décède d'une crise cardiaque le 7 avril 1991, à St. Albans, New York, à l'âge de 69 ans.

## Chansons célèbres
Principales compositions d'Henry Glover et interprètes originaux :
- I Love You Yes I Do (Glover, Nix) - Bull Moose Jackson and His Buffalo Bearcats (1947)
- Blues Stay Away from Me (Delmore, Delmore, Glover, Raney) - The Delmore Brothers (1949)
- I'll Sail My Ship Alone (Glover, Thurston, Mullican, Nathan) - Moon Mullican (1949)
- I'll Drown in My Tears (Glover) - Lula Reed et Sonny Thompson (1952)
- Ram-Bunk-Shush (Glover, Millinder, Mundy) - Lucky Millinder and His Orchestra (1952)
- Seven Nights to Rock (Glover, Killette, Innis) - Moon Mullican with Boyd Bennett and His Rockets (1956)
- California Sun (Glover, Levy) - Joe Jones (1961)
- Peppermint Twist (Dee, Glover) - Joey Dee and the Starliters (1961)

## Discographie
En 1953, Henry Glover enregistre quatre titres pour King Records en tant que chanteur.

### EP
- 1954 : Modern Moods (King)

### Singles
- 1953 : ( I Let You Slip ) Through My Finger Tips / Soft (King)
- 1954 : Underneath The Lamp Post (On The Main Stem) / Lovers Only (King)
- 1956 : Lazy River, par Cathy Ryan with Henry Glover Orchestra (King)

### Compilation
- 2020 : The Henry Glover Story (Rhythm and Blues), coffret 4CD de ses principales compositions enregistrées par différents artistes